# Atlas (księżyc)
Atlas (Saturn XV) – mały, wewnętrzny księżyc Saturna, odkryty przez Richarda Terrile’a w 1980 roku dzięki zdjęciom z sondy Voyager 1. Jego nazwa pochodzi od imienia tytana Atlasa z mitologii greckiej, który trzymał niebo ponad Ziemią.
Wysokiej jakości zdjęcia Atlasa zrobione w czerwcu 2005 roku przez sondę Cassini ukazały księżyc w kształcie spodka, z wysokim grzbietem pokrywającym okolice równika. Prawdopodobnie powstał on w wyniku osiadania na księżycu materiału napotkanego w ruchu orbitalnym. Grzbiet ma wystarczająco dużą wysokość, żeby sięgać do powierzchni Roche’a Atlasa. Oznacza to, że więcej materiału nie może już trwale osiąść na równiku księżyca, bowiem siła odśrodkowa przekracza tu słabe przyciąganie satelity.
Z Atlasem orbitę dzieli słabo widoczny pierścień, odkryty w 2004 roku.